# Spoorlijn Enschede-Zuid - Ahaus
Het Zuiderspoor, in de volksmond ook Schaddenspoor, is de Nederlandse benaming voor de grensoverschrijdende spoorlijn tussen Enschede en Ahaus.
De spoorlijn werd in 1903 geopend door de Ahaus-Enscheder Eisenbahn. De lijn is aangelegd door Twentse textielfabrikanten om de transportkosten van de kolen uit het Ruhrgebied te verlagen. De kolen werd voor een vaste prijs tot aan de Duitse grens geleverd. Voor het transport vanaf Gronau moest voor het Nederlandse deel van het traject worden bijbetaald. Met een eigen spoorlijn vanuit Duitsland had men de transportkosten in eigen hand.
Tot in de jaren 60 is de lijn nog veel gebruikt voor kolentransport. Het grensoverschrijdende verkeer werd per 1 mei 1967 opgeheven, maar de spoorlijn van Enschede-Zuid naar Broekheurne bleef nog tot 1970 in gebruik, hier was nog een gasdepot gevestigd. Na betaling verhuisde dit bedrijf naar Enschede-Zuid en werd de lijn op 1 juli 1970 gesloten en aansluitend opgebroken. Enschede-Zuid bleef in dienst tot 28 mei 1972 en werd toen voor alle verkeer gesloten, behalve voor Benegas, deze werd nog bediend op contractbasis tot 25 oktober 1974. Nadat dit bedrijf verhuisde naar Hengelo werd het emplacement opgebroken.

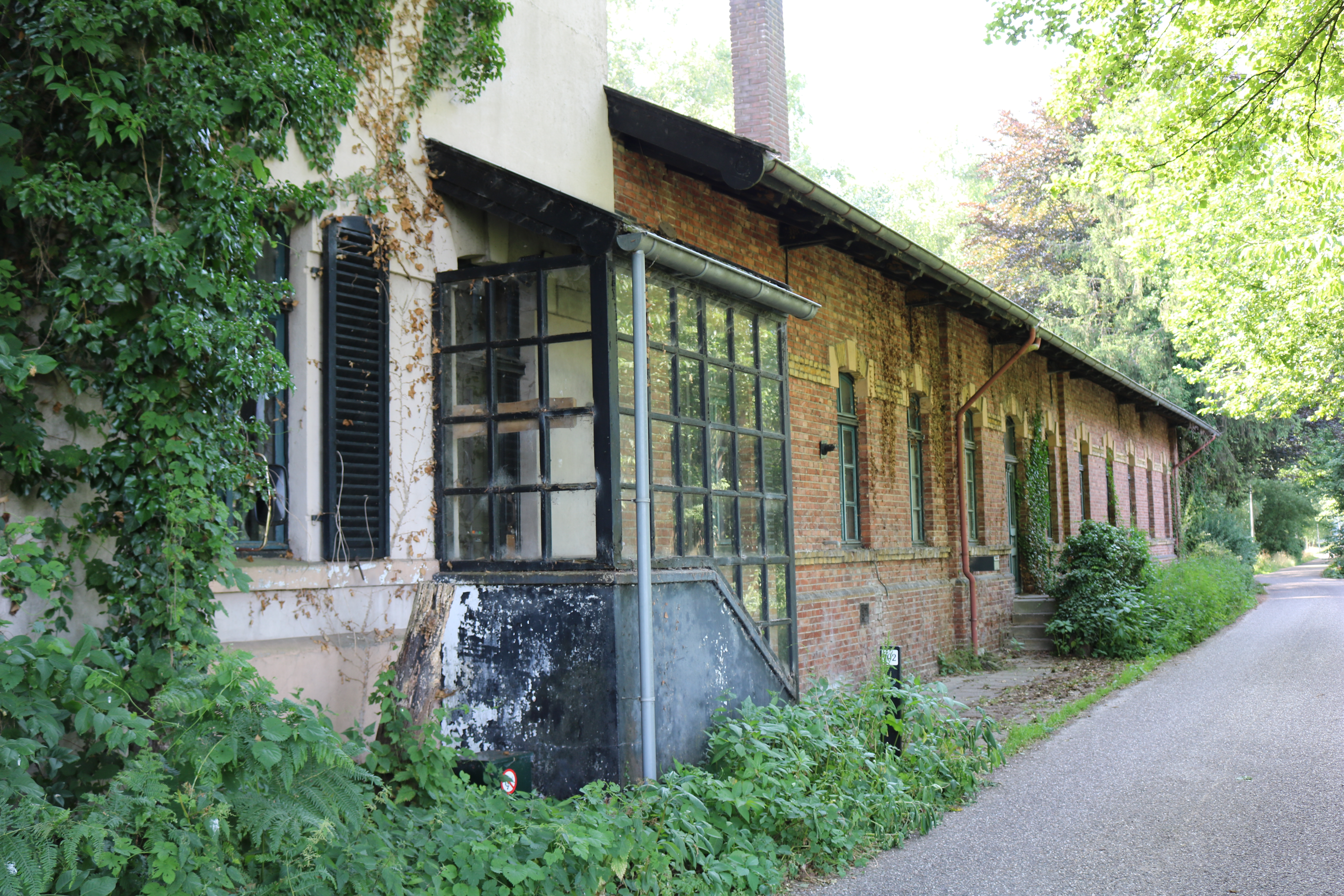
Het overgebleven stationsgebouw van Broekheurne

De Museum Buurtspoorweg (MBS) begon vanaf 10 mei 1969 met historisch treinmateriaal te rijden op het traject Enschede-Zuid – Broekheurne Grens. Nadat dit deel van de spoorlijn in 1970 door de NS werd opgebroken, is de MBS de spoorlijn Enschede-Noord – Boekelo – Haaksbergen gaan gebruiken.
In Duitsland bleef de lijn in gebruik bij de Ahaus-Enscheder Eisenbahn, die de spoorlijn richting de grens gebruikte als opstelruimte van goederenwagens. In 1989 werd alles aan de Bentheimer Eisenbahn AG verkocht, die op zijn beurt de spoorlijn en de gebouwen weer aan de Ahaus Alstätter Eisenbahn verkocht, de BE bleef wel de bedrijfsvoering doen. De AAE heeft een groot arsenaal aan goederenwagens die door alle spoorwegmaatschappijen uit Europa worden gehuurd. Om deze goederenwagens te kunnen onderhouden werd in 1995 de bouwvallige locloods in Alstätte gesloopt en op dezelfde plaats bouwde men een nieuwe werkplaats.
Daarnaast werd in 1998 het bestaande goederenvervoer van de DB overgenomen en vanaf deze tijd werden alle plaatsen tussen Lünen-Sud en Coesfeld door de AAE bediend in opdracht van Railion. Het gedeelte Coesfeld-Ahaus was voor rekening van de AAE zelf. Dit bleef bestaan tot december 2004 toen door reorganisatie van het goederenvervoer door Railion alle laad- en losplaatsen werden opgeheven. De spoorlijn Ahaus - Alstätte bleef als museumlijn in gebruik tot december 2006. Op 27 maart 2007 viel definitief het doek voor de lijn en werd er nog een afscheidsrit gereden met een motorwagen van de Prignitzer Eisenbahn, waarna men in september 2007 begon met de opbraak van de lijn.